# Senna Lodigiana
Senna Lodigiana (Sèna in dialetto lodigiano) è un comune italiano di 1 821 abitanti della provincia di Lodi in Lombardia.

## Storia
Una Curte Sinna è menzionata, tra il 915 e il 917, in tre diplomi dell'Imperatore Berengario I Re d'Italia. Sinna è il luogo nel quale tali documenti furono redatti, e dove quindi vi era la corte imperiale di Berengario. A Senna vi era un'altura (poi spianata) comunemente chiamata il Castellaccio, dove si presume che vi fosse edificata l'originaria struttura fortificata. Nel X secolo il monastero di Santa Cristina deteneva vasti beni nella zona.
Napoleone ingrandì il territorio comunale espandendolo a sud fino al corso del Po.
Nel 1863 Senna assunse il nome ufficiale di Senna Lodigiana, per distinguersi da altre località omonime.
Nel 1869 al comune di Senna Lodigiana vennero aggregati i comuni di Corte Sant'Andrea e Mirabello San Bernardino.
Nel 1880 nel comune nasce don Enrico Pozzoli, il sacerdote che nel 1936 battezzerà il futuro papa Francesco.
Al referendum istituzionale del 1946, la maggioranza degli elettori di Senna (1.108) votò a favore della Repubblica, mentre 522 elettori votarono per la monarchia.

### Simboli
(Art. 2 dello Statuto comunale)
Lo stemma è stato riconosciuto con D.C.G. del 14 luglio 1936. Il fascio nel capo del Littorio, ornamento obbligatorio sugli stemmi concessi in epoca fascista, venne in seguito sostituito dall'emblema della Repubblica Italiana. Nelle rappresentazioni più recenti il capo è stato eliminato.
Il gonfalone è un drappo di bianco.

## Monumenti e luoghi d'interesse
Chiesa di San Germano d'Auxerre
L'attuale chiesa parrocchiale, dedicata a san Germano vescovo di Auxerre (che sostituisce la precedente, risalente al XII secolo) fu eretta nel 1914 e solennemente consacrata il 7 aprile del 1934 dal vescovo di Lodi mons. Pietro Calchi Novati.
Chiesa di Santa Maria in Galilea
A Senna Lodigiana è presente anche la chiesa di Santa Maria in Galilea, risalente al XV secolo, ed edificata su di un terrazzamento rialzato, in posizione dominante rispetto alla campagna circostante.
Via Francigena e Transitum Padi
Senna è attraversata inoltre dalla Via Francigena; nella località di Corte Sant'Andrea è ricordato il transito del Po (transitus Padi) da parte dell'arcivescovo di Canterbury Sigerico, di ritorno da Roma, attorno al 990 d.C.

## Società

### Evoluzione demografica
Abitanti censiti

### Etnie e minoranze straniere
Al 31 dicembre 2009 gli stranieri residenti nel comune di Senna Lodigiana in totale sono 306, pari al 14,66% della popolazione. Tra le nazionalità più rappresentate troviamo:
| Paese              | Popolazione (2008) |
| ------------------ | ------------------ |
| Marocco            | 90                 |
| Egitto             | 58                 |
| Macedonia del Nord | 50                 |
| Tunisia            | 22                 |
| Romania            | 20                 |
| Albania            | 20                 |
| India              | 15                 |

## Geografia antropica

### Frazioni
Il territorio comunale comprende il capoluogo e le frazioni di Corte Sant'Andrea, Guzzafame (località un tempo sul Po e quindi sul confine col Piacentino) e Mirabello.

## Amministrazione
Segue un elenco delle amministrazioni precedenti.
| Periodo | Periodo   | Primo cittadino               | Partito                       | Carica  | Note |
| ------- | --------- | ----------------------------- | ----------------------------- | ------- | ---- |
| 1945    | 1951      | Giuseppe Ferrari              |                               | Sindaco |      |
| 1951    | 1952      | Tarcisio Bonfanti             |                               | Sindaco |      |
| 1952    | 1956      | Mario Carelli                 |                               | Sindaco |      |
| 1956    | 1960      | Giuseppe Ferrari              |                               | Sindaco |      |
| 1960    | 1964      | Vincenzo Massimini            |                               | Sindaco |      |
| 1964    | 1975      | Mario Zanaboni                |                               | Sindaco |      |
| 1975    | 1980      | Sante Dragoni                 |                               | Sindaco |      |
| 1980    | 1985      | Bruno Tronconi                |                               | Sindaco |      |
| 1985    | 1990      | Mario Fontanella              |                               | Sindaco |      |
| 1990    | 2004      | Ivan Giovanni Battista Danova |                               | Sindaco |      |
| 2004    | 2009      | Luigi Teresio Zanoni          |                               | Sindaco |      |
| 2009    | 2019      | Francesco Antonio Premoli     | lista civica (centrosinistra) | Sindaco |      |
| 2019    | in carica | Silvano Negri                 | Gente Comune                  | Sindaco |      |

## Infrastrutture e trasporti

### Strade
Il comune è attraversato dalla SP126, che porta a Somaglia verso est e ad Ospedaletto verso nord, dove incontra la strada provinciale ex SS 234, che collega Pavia a Cremona e, poco più a nord, l'uscita più vicina dell'Autostrada A1 che costeggia il comune ad est.